# Парадный портрет

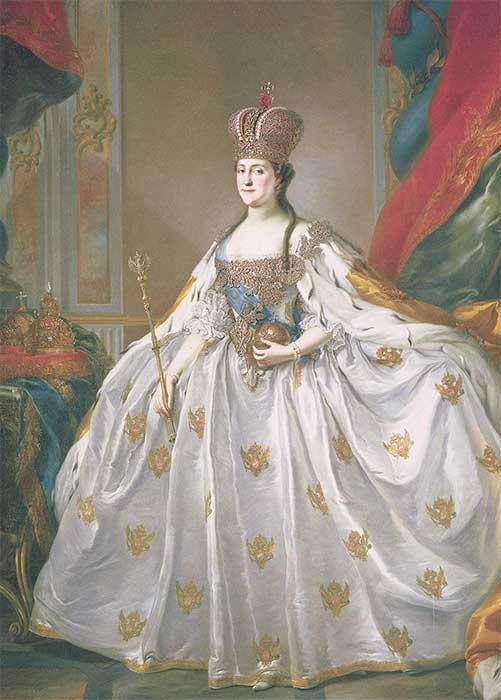
Стефано Торелли. «Коронационный портрет Екатерины II»

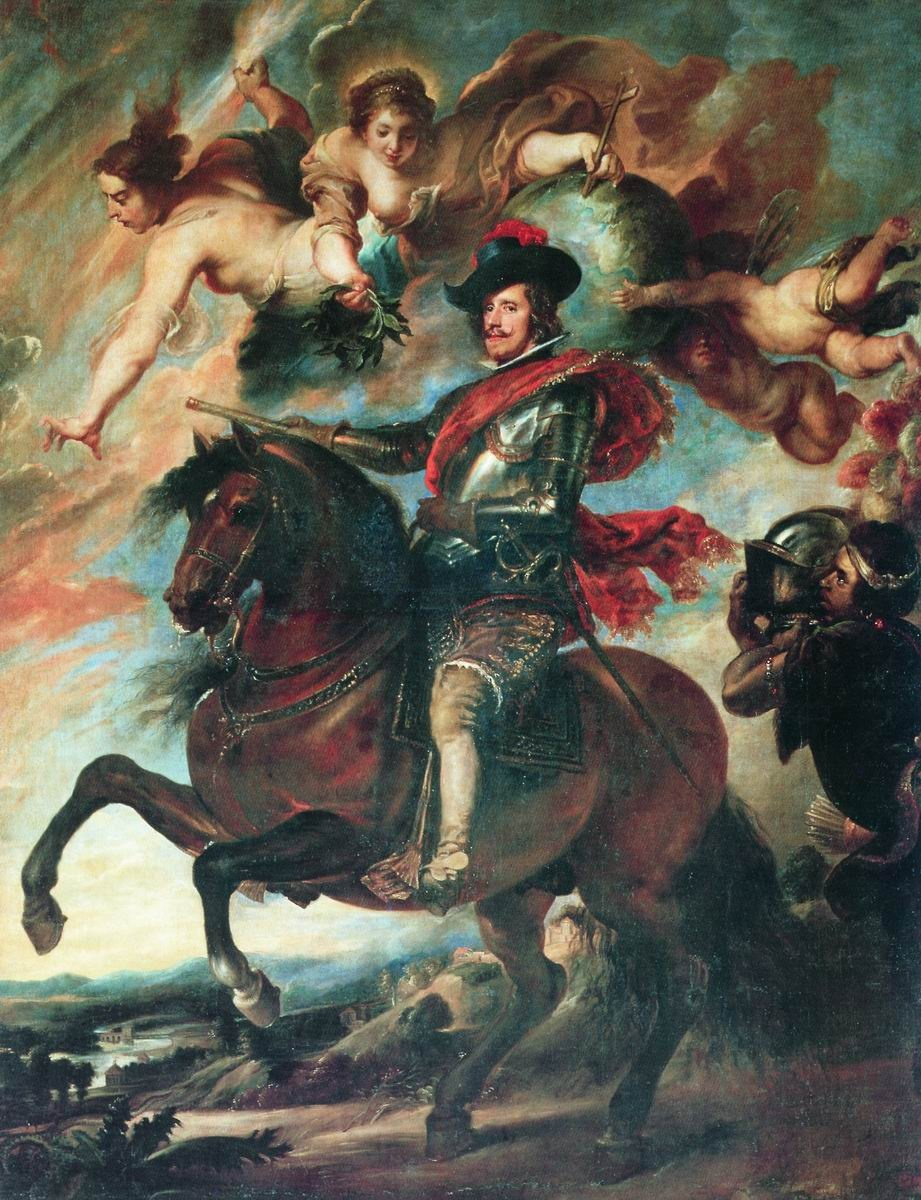
Диего Веласкес (?), копия оригинала Рубенса, «Конный портрет Филиппа IV»

Парадный портрет, репрезентативный портрет — жанровая разновидность искусства портрета, характерная для придворной, аристократической культуры в первую очередь западноевропейских стран. Получил особенное развитие в период развитого абсолютизма во Франции и Англии. Главной задачей портретиста в этом случае является не только передача визуального сходства, но и возвеличивание заказчика, уподобление изображенной персоны божеству (в случае портретирования монарха) или монарху (в случае портретирования аристократа).

## Характеристика
Как правило, предполагает показ человека в полный рост (на коне, стоящим или сидящим). В парадном портрете фигура обычно даётся на архитектурном или пейзажном фоне; бо́льшая проработанность делает его близким к повествовательной картине, что подразумевает не только внушительные размеры, но и индивидуальный образный строй.
Художник изображает модель, акцентируя внимание зрителя на социальном амплуа изображённого. Поскольку основная роль парадного портрета была идеологической, это вызывало некоторую одноплановость характеристики: подчеркнутую театральность позы и достаточно пышный антураж (колонны, драпировки, в портрете монарха — регалии, символы власти), которые отодвигали на второй план духовные свойства модели. Все же в лучших произведениях жанра модель предстает в подчеркнуто заданном варианте, который оказывается весьма выразительным.
Парадному портрету свойственна откровенная демонстративность и стремление «историзировать» изображённого. Это влияет на колористическую гамму, которая неизменно нарядна, декоративна и отвечает колористическим особенностям интерьера (хотя в зависимости от стиля эпохи меняется, становясь локальной и яркой в барокко, смягченной и полной полутонов в рококо, сдержанной в классицизме).

## Подтипы
В зависимости от атрибутов парадный портрет бывает:
- Коронационный (реже встречается тронный)
- Конный
- В образе полководца (военный)
- Охотничий портрет примыкает к парадному, но может быть и камерным.
- Полупарадный — обладает той же концепцией, что и парадный портрет, но имеет обычно поясной или поколенный срез и достаточно развитые аксессуары

## Коронационный портрет
Коронационный портрет — торжественное изображение монарха «в день его коронации», вступления на престол, в коронационных регалиях (короне, мантии, со скипетром и державой), обычно в полный рост (иногда встречается сидячий тронный портрет).
«Императорский портрет мыслился как запечатление на века важнейшей в настоящий момент государственной идеи. Существенную роль в демонстрации непреходящей ценности настоящего, устойчивости государственной власти и т. д. играли неизменяемые формы. В этом смысле особое положение занимал т. н. „коронационный портрет“, предполагающий изображение правителя с атрибутами власти и претендующий на такое же сакральное постоянство, как и сама церемония коронации. Действительно, от петровского времени, когда впервые короновалась по новым правилам Екатерина I, до эпохи Екатерины II этот тип портрета претерпел лишь небольшие вариации. Императрицы — Анна Иоанновна, Елизавета Петровна, Екатерина II — величественно возвышаются над миром, уподобляясь в силуэте незыблемой пирамиде. Царственная неподвижность подчеркнута и тяжеловесным коронационным одеянием с мантией, знаковая весомость которого равнозначна короне, скипетру и державе, неизменно сопровождавшим образ самодержицы».
Постоянные атрибуты:
- колонны, призванные подчеркнуть стабильность правления
- драпировки, уподобленные только что распахнувшемуся театральному занавесу, открывающему зрителям чудесное явление